# North Bend (Ohio)
North Bend is een plaats (village) in de Amerikaanse staat Ohio, en valt bestuurlijk gezien onder Hamilton County.

## Demografie
Bij de volkstelling in 2000 werd het aantal inwoners vastgesteld op 603.
In 2006 is het aantal inwoners door het United States Census Bureau geschat op 604, een stijging van 1 (0.2%).

## Geografie
Volgens het United States Census Bureau beslaat de plaats een oppervlakte van
3,0 km², waarvan 2,8 km² land en 0,2 km² water.

## Plaatsen in de nabije omgeving
De onderstaande figuur toont nabijgelegen plaatsen in een straal van 8 km rond North Bend.

## Geboren
- Benjamin Harrison VI (1833-1901), 23e president van de Verenigde Staten (1889-1893)
- John Scott Harrison (1804-1878), de enige Amerikaan die zowel de zoon als de vader van een president is